# ندای خوارز: تفنگ‌دار
«ندای خوارز: تفنگ‌دار» (انگلیسی: Call of Juarez: Gunslinger) یک بازی ویدئویی در سبک تیراندازی اول شخص است که توسط یوبی‌سافت و در سال ۲۰۱۳ منتشر شد. «ندای خوارز: تفنگ‌دار» برای پلتفرم‌های اکس‌باکس ۳۶۰، پلی‌استیشن ۳، و مایکروسافت ویندوز منتشر شده‌است.